# Weirus tozer
Weirus tozer är en skalbaggsart som beskrevs av Slipinski, Tomaszewska och Lawrence 2009. Weirus tozer ingår i släktet Weirus och familjen punktbaggar. Inga underarter finns listade i Catalogue of Life.